# Kaltenkirchen
Kaltenkirchen – miasto w Niemczech w kraju związkowym Szlezwik-Holsztyn, w powiecie Segeberg, siedziba urzędu Kaltenkirchen-Land. Leży ok. 35 km na północ od Hamburga. Na dzień 31 grudnia 2021 liczy 23 191 mieszkańców. Funkcję burmistrza pełni od stycznia 2012 roku Hanno Krause z ramienia partii CDU.

## Sport
W mieście rozgrywany jest kobiecy turniej tenisowy, pod nazwą Future-Nord, zaliczany do rozgrywek rangi ITF, z pulą nagród 15 000 $.

## Współpraca zagraniczna
- Aabenraa, Dania
- gmina Kalisz Pomorski, Polska
- Putlitz, Brandenburgia